# Беровско езеро
Бѐровското ѐзеро (на македонска литературна норма: Беровско Езеро) е изкуствено езеро в югоизточната част на Република Македония, разположено на 7 km югоизточно от град Берово, в близост до границата с България.
Езерото е разположено на надморска височина от 1000 m, на река Клепалска река, като стената е изградена в 1970 година. Със своите 60 m тя е една от най-високите в страната.
Край езерото има малък курорт.